# Resolució 1671 del Consell de Seguretat de les Nacions Unides
La Resolució 1671 del Consell de Seguretat de les Nacions Unides fou adoptada per unanimitat el 25 d'abril de 2006. Després de recordar les resolucions anteriors relatives a la situació a la República Democràtica del Congo, en particular les resolucions 1565 (2004), 1592 (2005), 1621 (2005) i 1635 (2005), el Consell va autoritzar el desplegament de la força de la Unió Europea EUFOR RD Congo per assistir a la Missió de les Nacions Unides a la República Democràtica del Congo (MONUC) durant les eleccions generals de 2006.
La primera de les 1.450 forces de la EUFOR va començar a arribar al juliol de 2006.

## Resolució

### Observacions
En el preàmbul de la resolució, el Consell va elogiar a la República Democràtica del Congo per a la celebració d'un referèndum sobre un projecte de constitució que va entrar en vigor el 18 de febrer de 2006. Va afirmar que per aconseguir una pau i estabilitat duradores calia la celebració d'eleccions i s'havia de restablir l'estat de dret.
La intenció de la Unió Europea de desplegar una missió de suport a la MONUC va ser ben rebuda pels membres del Consell de Seguretat.

### Actes
Actuant en virtut del Capítol VII de la Carta de les Nacions Unides, el Consell va autoritzar el desplegament de la missió de la Unió Europea que donés suport a la MONUC per un període de quatre mesos després de la data de les primeres eleccions legislatives i presidencials.
Es concentrarien a la capital Kinshasa (permetent que la MONUC se centri a l'est del país), tindria elements fora del país i estaria subjecte a una extensió del mandat més enllà del 30 de setembre de 2006, juntament amb el de la MONUC. El Secretari General], Kofi Annan havia d'informar el Consell sobre el calendari de les autoritats congoleses per a les eleccions.
EUFOR RD Congo va ser autoritzada a adoptar les mesures següents:
(a) assistir a la MONUC en situacions difícils per evitar que s'escalin;
(b) protegir la població sota amenaça immediata de perill;
(c) contribuir a la protecció de l'Aeroport de N'djili a Kinshasa;
(d) garantir la seguretat i llibertat de moviment del personal i les instal·lacions d'EUFOR RD Congo;
(e) dur a terme operacions limitades per extreure persones de perill.
L'embargament d'armes i altres sancions aplicades en les resolucions 1493 (2003) i 1596 (2005) no s'aplicaran a l'operació. Es va instar al govern de la República Democràtica del Congo i a la Unió Europea a concloure un status of forces agreement. També es va demanar als estats regionals que donessin suport, i la MONUC va ser autoritzada a proporcionar el suport logístic necessari.
Finalment, es va instar a totes les parts congoleses a respectar el seu compromís amb un procés democràtic.